# 濱村ゆかり
濱村 ゆかり（はまむら ゆかり、1995年6月23日 - ）は、千葉県船橋市出身の女子ソフトボール選手（投手）。ビックカメラ高崎ビークイーン所属。元ソフトボール日本代表。2022年JDリーグ東地区・最高殊勲選手（MVP）。

## 経歴
13歳の時にソフトボールを始める。中学3年生（2010年）の時に関東大会に出場し、全国女子ジュニア育成研修会（NTS U-16）では最優秀選手に選ばれた。多くのオファーの中から木更津総合高等学校に進学し、高校3年生（2013年）の全国選抜大会では全国優勝を遂げた。
2014年に日本リーグ1部のルネサス高崎に入団。2年目の2015年には6勝1敗・防御率2.70の成績を残し、新人賞を受賞。翌2016年はエースの上野由岐子が長期離脱をする中、8勝3敗・防御率0.54の活躍を見せ、最優秀投手賞とベストナイン賞を受賞した。2021年には、2度目の最優秀防御率賞（0.65）を受賞した。
JDリーグ初年度となった2022年は、上野由岐子がコンディション不良により一度も投げられない中、濱村は21試合に登板。13勝2敗・防御率0.81の成績を残して最優秀防御率賞のタイトルを獲得した。さらにポストシーズンでは、ダイヤモンドシリーズ（準決勝・決勝）の2試合を1人で投げ抜き、ビックカメラ高崎ビークイーンをJDリーグの初代チャンピオンに導いた。この年、濱村は自身初となる最高殊勲選手賞（MVP）を受賞した。
日本代表には2014年に初選出されて以降、世界選手権（2016年・2018年）やアジア競技大会（2018年）をはじめ、多くの国際大会に出場した。東京オリンピックに向けた直前の国内強化合宿メンバー（20名）にも招集されていたが、最終メンバー（15名）からは選外となった。

## 選手としての特徴
「火の玉ストレート」の異名を持つ最速111キロのストレートと、ライズボール、シュートを武器としている。
感情を表に出して投げるタイプではなく、「常に冷静に、でも心は熱く」という気持ちで投げている。たとえカウントが悪くなっても、ファウルで粘られても、確実にコースを突いていく投球を信条としており、座右の銘は『強い弱いは執念の差』。

## 人物・エピソード
兄の影響で、小学3年生の時に地元の少年野球チームに入団。当時はピッチャー・ファースト・センターなどを守っていた。中学進学を機にソフトボールに転向し、1年生の秋くらいから本格的にピッチャーに取り組むようになった。
登場曲はゆずの『栄光の架橋』。

## 詳細情報

### 日本リーグ個人表彰
- 2015年 - 新人賞（投手）
- 2016年 - 最優秀投手賞[注 3]（0.54）、ベストナイン賞（投手）
- 2021年 - 最優秀防御率賞（0.65）

### JDリーグ個人表彰
- 2022年 - [東]最高殊勲選手賞、[東]最優秀防御率賞（0.81）

### 背番号
- 15（2014 - ）